# Група (фільм)
«Група» (англ. The Group) — американська драма режисера Сідні Люмета за однойменним романом Мері МакКарті. Прем'єра фільму відбулась 4 березня 1966 року.

## Сюжет
1933 рік. Вісім подружок-старшокласниць закінчують приватну школу і збираються увійти в доросле життя. Від випуску до початку Другої світової війни показані їхні романи, шлюби, кар'єра і пошуки сенсу життя, їхні злети і падіння.

## У ролях
- Кендіс Берген — Лакі
- Джоан Гакетт — Дотті
- Елізабет Гартман — Прісс
- Ширлі Найт — Поллі
- Джоанна Петті — Кей
- Мэри-Робин Редд — Поукі
- Джессіка Волтер — Ліббі
- Кетлін Віддоуз — Елена
- Джеймс Бродерік — доктор Ріджлі
- Джеймс Конгдон — Слоун Крокетт
- Ларрі Гегмен — Гаральд Петерсон
- Гел Голбрук — Гас Лерой
- Річард Малліган — Дік Браун
- Роберт Імгардт — містер Ендрюс
- Керрі Най — Норайн
- Джордж Гейнс — Брук Летем
- Джон О'Лірі — Пут Блейк
- Пітер Бойл — епізод (нема в титрах)

## Номінації
- 1966 — Берлінський кінофестиваль: номінація на Золотого ведмедя — Сідні Люмет
- 1967 — Номінація на премію BAFTA за найкращу жіночу роль, зіграну іноземною акторкою — Джоан Хакетт

## Цікаві факти
Дебютний фільм акторок Кендіс Берген і Джоан Хакетт, а також акторів Хела Холбрука і Джорджа Гейнса.